# سيغورا دي ليون
بلدية سيغورا دي ليون (بالإسبانية: Segura de León)‏, هي إحدى بلديات مقاطعة بطليوس, التي تقع في منطقة إكستريمادورا, والتي تقع في غرب إسبانيا.
يبلغ عدد سكانها 2.297 نسمة وفقاً لإحصائية سنة (2002).